# Boudou
Boudou ist eine Gemeinde im Südwesten Frankreichs im Département Tarn-et-Garonne in der Region Okzitanien (vor 2016 Midi-Pyrénées). Sie hat 755 Einwohner (Stand: 1. Januar 2022), gehört zum Arrondissement Castelsarrasin und ist Teil des Kantons Valence. Die Einwohner werden Boudounais genannt.

## Geographie
Boudou liegt am Zusammenfluss von Garonne und Tarn. Umgeben wird Boudou von den Nachbargemeinden Saint-Vincent-Lespinasse im Norden und Nordwesten, Saint-Paul-d’Espis im Norden, Moissac im Osten, Saint-Nicolas-de-la-Grave im Süden sowie Malause im Westen.

## Bevölkerungsentwicklung
| 1962                       | 1968 | 1975 | 1982 | 1990 | 1999 | 2006 | 2018 |
| 551                        | 514  | 461  | 489  | 540  | 575  | 635  | 742  |
| Quellen: Cassini und INSEE |      |      |      |      |      |      |      |

## Sehenswürdigkeiten

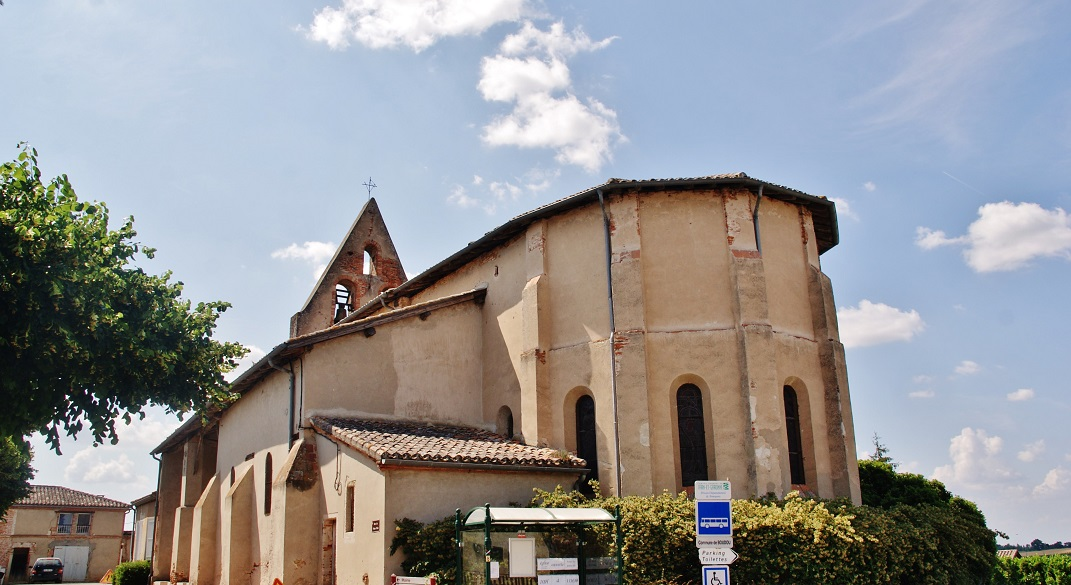
Kirche Saint-Pierre

- Kirche Saint-Pierre
- Kapelle von Ax